# Philautus acutus
Espèce
Statut de conservation UICN

 LC  : Préoccupation mineure
Philautus acutus est une espèce d'amphibiens de la famille des Rhacophoridae.

## Répartition
Cette espèce est endémique de l'État du Sarawak en Malaisie orientale. Elle se rencontre à environ 1 300 m d'altitude dans le parc national du Gunung Mulu sur l'île de Bornéo,. 

## Publication originale
- Dring, 1987 : Bornean treefrogs of the genus Philautus (Rhacophoridae). Amphibia-Reptilia, vol. 8, no 1, p. 19-47.